# Defender (America's Cup)
Nell'ambito della competizione velistica dell'America's Cup, il defender è il sindacato che detiene il trofeo ed è stato sfidato da un altro sindacato per la rimessa in gioco del titolo.